# Gand-Wevelgem féminin 2020
Cet article concerne la course féminine. Pour la course masculine, voir Gand-Wevelgem 2020.
La 9e édition de Gand-Wevelgem féminin a lieu le 11 octobre 2020. C'est la huitième épreuve de l'UCI World Tour féminin 2020. Elle est remportée par la Belge Jolien D'Hoore.

## Présentation

### Organisation
L'épreuve est organisée par Flanders Classics.

### Parcours
À cause de l'épidémie de Covid, l'organisateur ne communique pas le parcours au public. Il ne passe néanmoins pas en France.
Six monts sont au programme de cette édition, dont certains recouverts de pavés :
| Mont | Nom                     | km    | Revêtement | Longueur (m) | Pente moyenne | Pente maxi | km de l'arrivée |
| ---- | ----------------------- | ----- | ---------- | ------------ | ------------- | ---------- | --------------- |
| 1    | Scherpenberg            | 61    |            |              | %             | %          | 80,4            |
| 2    | Vidaigneberg            | 65,5  |            |              | %             | %          | 75,9            |
| 3    | Baneberg (nl)           | 67    |            |              | %             | %          | 74,4            |
| 4    | Monteberg (nl)          | 72,5  |            |              | %             | %          | 68,9            |
| 5    | Mont Kemmel - Belvédère | 74    |            |              | %             | %          | 67,4            |
| 6    | Monteberg (nl)          | 104,5 |            |              | %             | %          | 36,9            |
| 7    | Mont Kemmel - Belvédère | 106   |            |              | %             | %          | 35,4            |

### Équipes
L'équipe Alé BTC Ljubljana n'est finalement pas au départ à cause d'un contrôle positif au Covid.
| UCI Women's WorldTeams (8)- Alé BTC Ljubljana - Canyon-SRAM Racing - CCC-Liv - FDJ-Nouvelle Aquitaine-Futuroscope - Mitchelton-Scott - Movistar Team - Sunweb Women - Trek-Segafredo Équipes féminines continentales (16)- Astana Women's - Boels Dolmans - Ceratizit-WNT Pro Cycling - Chevalmeire - Ciclotel - Cogeas Mettler Look - Doltcini-Van Eyck Sport - Paule Ka - Hitec Products - Lotto Soudal Ladies - Multum Accountants-LSK - Parkhotel Valkenburg-Destil - NXTG Racing - Rally - Tibco-Silicon Valley Bank - Valcar-Travel & Service |
| |

## Favorites
La course voit régulièrement une sprinteuse s'imposer. La vainqueur sortante Kirsten Wild doit déclarer forfait à cause d'un contrôle positif au Covid. Marta Bastianelli n'est pas au départ pour les mêmes raisons. Lorena Wiebes deuxième l'an passé est prétendante à la victoire, tout comme Jolien D'Hoore qui mènera la formation Boels Dolmans. Lotte Kopecky a également montré au Tour d'Italie sa forme au sprint. D'autres favorites, dans le cas d'une attaque sur le mont Kemmel, sont Elizabeth Deignan qui vient de remporter Liège-Bastogne-Liège et Grace Brown deuxième de la même course et vainqueur de la Flèche brabançonne,.

## Récit de la course
Les premières échappées n'obtiennent jamais plus de trente secondes d'avance. La première ascension du mont Kemmel provoque une sélection dans le peloton. Lors de la deuxième montée du Monteberg, Elisa Longo Borghini attaque, mais les autres équipes ne la laisse pas partir. Sur le mont Kemmel, Lisa Brennauer et Ellen van Dijk mènent. Liane Lippert chute dans la descente, mais le groupe de tête se reforme immédiatement après avec onze unités. Il s'agit de : Elizabeth Deignan, Elisa Longo Borghini, Ellen van Dijk, Amy Pieters, Jolien D'Hoore, Lotte Kopecky, Marta Cavalli, Lisa Brennauer, Lauren Stephens, Sarah Roy et Demi Vollering. Les équipes Sunweb et Canyon-SRAM sont les absentes du groupe et chasse derrière. La coopération est bonne à l'avant et un écart d'une trentaine de secondes se forme. À sept kilomètres de l'arrivée, il n'est cependant plus que de quinze secondes. À environ deux kilomètres de l'arrivée, Ellen van Dijk attaque, mais Amy Pieters la prend en chasse. Elisa Longo Borghini tente également mais sans plus de succès. Amy Pieters lance le sprint. Lotte Kopecky, dans sa roue, se trouve obligée de lancer le sien assez tôt avec Jolien D'Hoore dans l'aspiration. Cette dernière n'a pas de peine à remonter et à s'imposer. Lotte Kopecky est deuxième, la Belgique, jamais vainqueur jusque là, réalise donc un doublet. Lisa Brennauer est troisième.

## Classements

### Classement final
| \| Classement général \| Classement général \| Classement général \| Classement général \| Classement général \| \| Coureuse \| Coureuse \| Pays \| Équipe \| Temps \| \| ------------------ \| -------------------- \| ------------------ \| ------------------------- \| ------------------ \| \| 1re \| Jolien D'Hoore \| Belgique \| Boels Dolmans \| 3 h 33 min 15 s \| \| 2e \| Lotte Kopecky \| Belgique \| Lotto Soudal Ladies \| + 0 s \| \| 3e \| Lisa Brennauer \| Allemagne \| Ceratizit-WNT Pro Cycling \| + 0 s \| \| 4e \| Sarah Roy \| Australie \| Mitchelton-Scott \| + 0 s \| \| 5e \| Marta Cavalli \| Italie \| Valcar-Travel & Service \| + 0 s \| \| 6e \| Lauren Stephens \| États-Unis \| Tibco-Silicon Valley Bank \| + 0 s \| \| 7e \| Demi Vollering \| Pays-Bas \| Parkhotel Valkenburg \| + 0 s \| \| 8e \| Lizzie Deignan \| Royaume-Uni \| Trek-Segafredo \| + 0 s \| \| 9e \| Amy Pieters \| Pays-Bas \| Boels Dolmans \| + 5 s \| \| 10e \| Elisa Longo Borghini \| Italie \| Trek-Segafredo \| + 8 s \| |                      |             |                           |                 |
| |                      |             |                           |                 |
| Source : ProCyclingStats |                      |             |                           |                 |
| Classement général |                      |             |                           |                 |
| Coureuse | Coureuse             | Pays        | Équipe                    | Temps           |
| 1re | Jolien D'Hoore       | Belgique    | Boels Dolmans             | 3 h 33 min 15 s |
| 2e | Lotte Kopecky        | Belgique    | Lotto Soudal Ladies       | + 0 s           |
| 3e | Lisa Brennauer       | Allemagne   | Ceratizit-WNT Pro Cycling | + 0 s           |
| 4e | Sarah Roy            | Australie   | Mitchelton-Scott          | + 0 s           |
| 5e | Marta Cavalli        | Italie      | Valcar-Travel & Service   | + 0 s           |
| 6e | Lauren Stephens      | États-Unis  | Tibco-Silicon Valley Bank | + 0 s           |
| 7e | Demi Vollering       | Pays-Bas    | Parkhotel Valkenburg      | + 0 s           |
| 8e | Lizzie Deignan       | Royaume-Uni | Trek-Segafredo            | + 0 s           |
| 9e | Amy Pieters          | Pays-Bas    | Boels Dolmans             | + 5 s           |
| 10e | Elisa Longo Borghini | Italie      | Trek-Segafredo            | + 8 s           |

### UCI World Tour

#### Points attribués
| Position           | 1er | 2e  | 3e  | 4e  | 5e  | 6e  | 7e  | 8e  | 9e | 10e | 11e | 12e | 13e | 14e | 15e | 16e à 20e | 21e à 30e | 31e à 40e |
| Classement général | 400 | 320 | 260 | 220 | 180 | 140 | 120 | 100 | 80 | 68  | 56  | 48  | 40  | 32  | 28  | 24        | 16        | 8         |

| Classement par points | Classement par points | Classement par points | Classement par points              | Classement par points |
| Coureuse              | Coureuse              | Pays                  | Équipe                             | Points                |
| --------------------- | --------------------- | --------------------- | ---------------------------------- | --------------------- |
| 1re                   | Lizzie Deignan        | Royaume-Uni           | Trek-Segafredo                     | 1622 pts              |
| 2e                    | Anna van der Breggen  | Pays-Bas              | Boels Dolmans                      | 1165 pts              |
| 3e                    | Elisa Longo Borghini  | Italie                | Trek-Segafredo                     | 981 pts               |
| 4e                    | Marianne Vos          | Pays-Bas              | CCC-Liv                            | 974 pts               |
| 5e                    | Liane Lippert         | Allemagne             | Sunweb                             | 814 pts               |
| 6e                    | Cecilie Uttrup Ludwig | Danemark              | FDJ-Nouvelle Aquitaine-Futuroscope | 808 pts               |
| 7e                    | Katarzyna Niewiadoma  | Pologne               | Canyon-SRAM Racing                 | 747 pts               |
| 8e                    | Demi Vollering        | Pays-Bas              | Parkhotel Valkenburg               | 736 pts               |
| 9e                    | Annemiek van Vleuten  | Pays-Bas              | Mitchelton-Scott                   | 733 pts               |
| 10e                   | Lotte Kopecky         | Belgique              | Lotto Soudal Ladies                | 530 pts               |

| Classement par points | Classement par points | Classement par points | Classement par points              | Classement par points |
| Coureuse              | Coureuse              | Pays                  | Équipe                             | Points                |
| --------------------- | --------------------- | --------------------- | ---------------------------------- | --------------------- |
| 1re                   | Lizzie Deignan        | Royaume-Uni           | Trek-Segafredo                     | 1622 pts              |
| 2e                    | Anna van der Breggen  | Pays-Bas              | Boels Dolmans                      | 1165 pts              |
| 3e                    | Elisa Longo Borghini  | Italie                | Trek-Segafredo                     | 981 pts               |
| 4e                    | Marianne Vos          | Pays-Bas              | CCC-Liv                            | 974 pts               |
| 5e                    | Liane Lippert         | Allemagne             | Sunweb                             | 814 pts               |
| 6e                    | Cecilie Uttrup Ludwig | Danemark              | FDJ-Nouvelle Aquitaine-Futuroscope | 808 pts               |
| 7e                    | Katarzyna Niewiadoma  | Pologne               | Canyon-SRAM Racing                 | 747 pts               |
| 8e                    | Demi Vollering        | Pays-Bas              | Parkhotel Valkenburg               | 736 pts               |
| 9e                    | Annemiek van Vleuten  | Pays-Bas              | Mitchelton-Scott                   | 733 pts               |
| 10e                   | Lotte Kopecky         | Belgique              | Lotto Soudal Ladies                | 530 pts               |

| Classement du meilleur jeune | Classement du meilleur jeune | Classement du meilleur jeune | Classement du meilleur jeune       | Classement du meilleur jeune |
| Coureuse                     | Coureuse                     | Pays                         | Équipe                             | Points                       |
| ---------------------------- | ---------------------------- | ---------------------------- | ---------------------------------- | ---------------------------- |
| 1re                          | Liane Lippert                | Allemagne                    | Sunweb                             | 28 pts                       |
| 2e                           | Mikayla Harvey               | Nouvelle-Zélande             | Paule Ka                           | 22 pts                       |
| 3e                           | Juliette Labous              | France                       | Sunweb                             | 8 pts                        |
| 4e                           | Elisa Balsamo                | Italie                       | Valcar-Travel & Service            | 6 pts                        |
| 5e                           | Chiara Consonni              | Italie                       | Valcar-Travel & Service            | 6 pts                        |
| 6e                           | Évita Muzic                  | France                       | FDJ-Nouvelle Aquitaine-Futuroscope | 4 pts                        |
| 7e                           | Ella Harris                  | Nouvelle-Zélande             | Canyon-SRAM Racing                 | 4 pts                        |
| 8e                           | Marta Cavalli                | Italie                       | Valcar-Travel & Service            | 2 pts                        |
| 9e                           | Niamh Fisher-Black           | Nouvelle-Zélande             | Paule Ka                           | 2 pts                        |
| 10e                          | Letizia Borghesi             | Italie                       | Aromitalia Vaiano                  | 2 pts                        |

| Classement du meilleur jeune | Classement du meilleur jeune | Classement du meilleur jeune | Classement du meilleur jeune       | Classement du meilleur jeune |
| Coureuse                     | Coureuse                     | Pays                         | Équipe                             | Points                       |
| ---------------------------- | ---------------------------- | ---------------------------- | ---------------------------------- | ---------------------------- |
| 1re                          | Liane Lippert                | Allemagne                    | Sunweb                             | 28 pts                       |
| 2e                           | Mikayla Harvey               | Nouvelle-Zélande             | Paule Ka                           | 22 pts                       |
| 3e                           | Juliette Labous              | France                       | Sunweb                             | 8 pts                        |
| 4e                           | Elisa Balsamo                | Italie                       | Valcar-Travel & Service            | 6 pts                        |
| 5e                           | Chiara Consonni              | Italie                       | Valcar-Travel & Service            | 6 pts                        |
| 6e                           | Évita Muzic                  | France                       | FDJ-Nouvelle Aquitaine-Futuroscope | 4 pts                        |
| 7e                           | Ella Harris                  | Nouvelle-Zélande             | Canyon-SRAM Racing                 | 4 pts                        |
| 8e                           | Marta Cavalli                | Italie                       | Valcar-Travel & Service            | 2 pts                        |
| 9e                           | Niamh Fisher-Black           | Nouvelle-Zélande             | Paule Ka                           | 2 pts                        |
| 10e                          | Letizia Borghesi             | Italie                       | Aromitalia Vaiano                  | 2 pts                        |

| Classement par équipes aux points | Classement par équipes aux points  | Classement par équipes aux points | Classement par équipes aux points |
| Équipe                            | Équipe                             | Pays                              | Points                            |
| --------------------------------- | ---------------------------------- | --------------------------------- | --------------------------------- |
| 1re                               | Trek-Segafredo                     | États-Unis                        | 3396 pts                          |
| 2e                                | Boels Dolmans                      | Pays-Bas                          | 2193 pts                          |
| 3e                                | CCC-Liv                            | Pologne                           | 1837 pts                          |
| 4e                                | Mitchelton-Scott                   | Australie                         | 1748 pts                          |
| 5e                                | Sunweb Women                       | Pays-Bas                          | 1678 pts                          |
| 6e                                | Paule Ka                           | Suisse                            | 1656 pts                          |
| 7e                                | Canyon-SRAM Racing                 | Allemagne                         | 1454 pts                          |
| 8e                                | FDJ-Nouvelle Aquitaine-Futuroscope | France                            | 1378 pts                          |
| 9e                                | Alé BTC Ljubljana                  | Italie                            | 1019 pts                          |
| 10e                               | Valcar-Travel & Service            | Italie                            | 884 pts                           |

| Classement par équipes aux points | Classement par équipes aux points  | Classement par équipes aux points | Classement par équipes aux points |
| Équipe                            | Équipe                             | Pays                              | Points                            |
| --------------------------------- | ---------------------------------- | --------------------------------- | --------------------------------- |
| 1re                               | Trek-Segafredo                     | États-Unis                        | 3396 pts                          |
| 2e                                | Boels Dolmans                      | Pays-Bas                          | 2193 pts                          |
| 3e                                | CCC-Liv                            | Pologne                           | 1837 pts                          |
| 4e                                | Mitchelton-Scott                   | Australie                         | 1748 pts                          |
| 5e                                | Sunweb Women                       | Pays-Bas                          | 1678 pts                          |
| 6e                                | Paule Ka                           | Suisse                            | 1656 pts                          |
| 7e                                | Canyon-SRAM Racing                 | Allemagne                         | 1454 pts                          |
| 8e                                | FDJ-Nouvelle Aquitaine-Futuroscope | France                            | 1378 pts                          |
| 9e                                | Alé BTC Ljubljana                  | Italie                            | 1019 pts                          |
| 10e                               | Valcar-Travel & Service            | Italie                            | 884 pts                           |

## Liste des participantes
| Légende | Légende                                                                    | Légende | Légende                                                    |
| ------- | -------------------------------------------------------------------------- | ------- | ---------------------------------------------------------- |
| Num     | Dossard de départ porté par le coureur sur ce Gand-Wevelgem                | Pos     | Position à l'arrivée de la course                          |
|         | Indique un maillot de champion national ou mondial, suivi de sa spécialité | NP      | Indique un coureur qui n'a pas pris le départ de la course |
| AB      | Indique un coureur qui n'a pas terminé la course                           | HD      | Indique un coureur qui a terminé la course hors des délais |

| Ceratizit-WNT Pro Cycling WNT | Ceratizit-WNT Pro Cycling WNT   | Ceratizit-WNT Pro Cycling WNT |
| ----------------------------- | ------------------------------- | ----------------------------- |
| Num                           | Coureuse                        | Pos                           |
| 1                             | Kathrin Hammes (GER)            | 46e                           |
| 2                             | Lisa Brennauer (GER) (route)    | 3e                            |
| 3                             | Maria Giulia Confalonieri (ITA) | 18e                           |
| 4                             | Julie Norman Leth (DEN)         | 37e                           |
| 5                             | Sarah Rijkes (AUT)              | 91e                           |
| 6                             | Lara Vieceli (ITA)              | 90e                           |

| Canyon-SRAM Racing CSR | Canyon-SRAM Racing CSR     | Canyon-SRAM Racing CSR |
| ---------------------- | -------------------------- | ---------------------- |
| Num                    | Coureuse                   | Pos                    |
| 21                     | Alena Amialiusik (BLR)     | 33e                    |
| 22                     | Alice Barnes (GBR) (route) | 63e                    |
| 23                     | Hannah Barnes (GBR)        | 16e                    |
| 24                     | Tiffany Cromwell (AUS)     | 29e                    |
| 25                     | Lisa Klein (GER)           | AB                     |
| 26                     | Alexis Magner (USA)        | 53e                    |

| CCC-Liv CCC | CCC-Liv CCC                | CCC-Liv CCC |
| ----------- | -------------------------- | ----------- |
| Num         | Coureuse                   | Pos         |
| 31          | Valerie Demey (BEL)        | 28e         |
| 32          | Jeanne Korevaar (NED)      | 20e         |
| 33          | Evy Kuijpers (NED)         | 61e         |
| 35          | Riejanne Markus (NED)      | 22e         |
| 36          | Pauliena Rooijakkers (NED) | 34e         |

| FDJ-Nouvelle Aquitaine-Futuroscope FDJ | FDJ-Nouvelle Aquitaine-Futuroscope FDJ | FDJ-Nouvelle Aquitaine-Futuroscope FDJ |
| -------------------------------------- | -------------------------------------- | -------------------------------------- |
| Num                                    | Coureuse                               | Pos                                    |
| 41                                     | Stine Borgli (NOR)                     | 23e                                    |
| 42                                     | Clara Copponi (FRA)                    | 83e                                    |
| 43                                     | Eugénie Duval (FRA)                    | 60e                                    |
| 44                                     | Emilia Fahlin (SWE)                    | 43e                                    |
| 45                                     | Maëlle Grossetête (FRA)                | 58e                                    |
| 46                                     | Lauren Kitchen (AUS)                   | 94e                                    |

| Mitchelton-Scott MTS | Mitchelton-Scott MTS  | Mitchelton-Scott MTS |
| -------------------- | --------------------- | -------------------- |
| Num                  | Coureuse              | Pos                  |
| 51                   | Jessica Allen (AUS)   | 104e                 |
| 52                   | Grace Brown (AUS)     | 21e                  |
| 53                   | Gracie Elvin (AUS)    | 65e                  |
| 54                   | Jessica Roberts (GBR) | 105e                 |
| 55                   | Sarah Roy (AUS)       | 4e                   |
| 56                   | Janneke Ensing (NED)  | 101e                 |

| Movistar Team MOV | Movistar Team MOV       | Movistar Team MOV |
| ----------------- | ----------------------- | ----------------- |
| Num               | Coureuse                | Pos               |
| 61                | Aude Biannic (FRA)      | 24e               |
| 62                | Jelena Erić (SRB)       | 19e               |
| 63                | Alicia González (ESP)   | 96e               |
| 64                | Barbara Guarischi (ITA) | 95e               |
| 65                | Gloria Rodríguez (ESP)  | 47e               |
| 66                | Alba Teruel (ESP)       | 97e               |

| Sunweb SUN | Sunweb SUN             | Sunweb SUN |
| ---------- | ---------------------- | ---------- |
| Num        | Coureuse               | Pos        |
| 71         | Coryn Rivera (USA)     | 67e        |
| 72         | Alison Jackson (CAN)   | 32e        |
| 73         | Floortje Mackaij (NED) | 31e        |
| 74         | Franziska Koch (GER)   | 71e        |
| 75         | Liane Lippert (GER)    | 62e        |
| 76         | Lorena Wiebes (NED)    | 11e        |

| Trek-Segafredo TFS | Trek-Segafredo TFS                | Trek-Segafredo TFS |
| ------------------ | --------------------------------- | ------------------ |
| Num                | Coureuse                          | Pos                |
| 81                 | Lizzie Deignan (GBR)              | 8e                 |
| 82                 | Audrey Cordon-Ragot (FRA) (route) | 98e                |
| 83                 | Elisa Longo Borghini (ITA)        | 10e                |
| 84                 | Ellen van Dijk (NED)              | 26e                |
| 85                 | Ruth Edwards (USA) (route)        | AB                 |
| 86                 | Trixi Worrack (GER)               | 99e                |

| Boels Dolmans DLT | Boels Dolmans DLT               | Boels Dolmans DLT |
| ----------------- | ------------------------------- | ----------------- |
| Num               | Coureuse                        | Pos               |
| 91                | Jolien D'Hoore (BEL)            | 1re               |
| 92                | Eva Buurman (NED)               | 68e               |
| 93                | Amalie Dideriksen (DEN)         | 44e               |
| 94                | Christine Majerus (LUX) (route) | 12e               |
| 95                | Amy Pieters (NED)               | 9e                |
| 96                | Lonneke Uneken (NED)            | 42e               |

| Cogeas-Mettler-Look Pro Cycling Team CGS | Cogeas-Mettler-Look Pro Cycling Team CGS | Cogeas-Mettler-Look Pro Cycling Team CGS |
| ---------------------------------------- | ---------------------------------------- | ---------------------------------------- |
| Num                                      | Coureuse                                 | Pos                                      |
| 101                                      | Marie-Soleil Blais (CAN)                 | 84e                                      |
| 102                                      | Annabel Fisher (GBR)                     | AB                                       |
| 103                                      | Aigul Gareeva (RUS)                      | 70e                                      |
| 104                                      | Diana Klimova (RUS) (route)              | 35e                                      |
| 105                                      | Iuliia Galimullina (RUS)                 | AB                                       |
| 106                                      | Noemi Rüegg (SUI)                        | 103e                                     |

| Paule Ka EPK | Paule Ka EPK                  | Paule Ka EPK |
| ------------ | ----------------------------- | ------------ |
| Num          | Coureuse                      | Pos          |
| 111          | Elise Chabbey (SUI)           | 27e          |
| 112          | Mikayla Harvey (NZL)          | 56e          |
| 113          | Emma Norsgaard (DEN) (route)  | 14e          |
| 114          | Niamh Fisher-Black (NZL)      | 64e          |
| 115          | Marlen Reusser (SUI) (route)  | 30e          |
| 116          | Maria Vittoria Sperotto (ITA) | 106e         |

| Lotto Soudal Ladies LSL | Lotto Soudal Ladies LSL     | Lotto Soudal Ladies LSL |
| ----------------------- | --------------------------- | ----------------------- |
| Num                     | Coureuse                    | Pos                     |
| 121                     | Lotte Kopecky (BEL) (route) | 2e                      |
| 122                     | Danique Braam (NED)         | AB                      |
| 123                     | Danielle Christmas (GBR)    | 55e                     |
| 124                     | Arianna Fidanza (ITA)       | 59e                     |
| 125                     | Abby-Mae Parkinson (GBR)    | 48e                     |
| 126                     | Jesse Vandenbulcke (BEL)    | 36e                     |

| Parkhotel Valkenburg PHV | Parkhotel Valkenburg PHV | Parkhotel Valkenburg PHV |
| ------------------------ | ------------------------ | ------------------------ |
| Num                      | Coureuse                 | Pos                      |
| 131                      | Ann-Sophie Duyck (BEL)   | 81e                      |
| 132                      | Marit Raaijmakers (NED)  | 69e                      |
| 133                      | Anouska Koster (NED)     | 54e                      |
| 134                      | Karlijn Swinkels (NED)   | 17e                      |
| 135                      | Esther van Veen (NED)    | 86e                      |
| 136                      | Demi Vollering (NED)     | 7e                       |

| Valcar-Travel & Service VAL | Valcar-Travel & Service VAL | Valcar-Travel & Service VAL |
| --------------------------- | --------------------------- | --------------------------- |
| Num                         | Coureuse                    | Pos                         |
| 141                         | Elisa Balsamo (ITA)         | AB                          |
| 142                         | Marta Cavalli (ITA)         | 5e                          |
| 143                         | Vittoria Guazzini (ITA)     | 13e                         |
| 144                         | Silvia Persico (ITA)        | 45e                         |
| 145                         | Silvia Pollicini (ITA)      | 25e                         |
| 146                         | Ilaria Sanguineti (ITA)     | 15e                         |

| Astana Women's Team ASA | Astana Women's Team ASA      | Astana Women's Team ASA |
| ----------------------- | ---------------------------- | ----------------------- |
| Num                     | Coureuse                     | Pos                     |
| 152                     | Liliana Moreno (COL)         | AB                      |
| 153                     | Francesca Pattaro (ITA)      | AB                      |
| 154                     | Katia Ragusa (ITA)           | 41e                     |
| 155                     | Olga Shekel (UKR)            | 73e                     |
| 156                     | Arlenis Sierra (CUB) (route) | 39e                     |

| Chevalmeire CCT | Chevalmeire CCT           | Chevalmeire CCT |
| --------------- | ------------------------- | --------------- |
| Num             | Coureuse                  | Pos             |
| 161             | Thalita de Jong (NED)     | AB              |
| 162             | Nathalie Bex (BEL)        | 79e             |
| 163             | Natalie van Gogh (NED)    | 66e             |
| 164             | Roxane Fournier (FRA)     | 100e            |
| 166             | Kelly Van den Steen (BEL) | 74e             |

| Ciclotel CTL | Ciclotel CTL               | Ciclotel CTL |
| ------------ | -------------------------- | ------------ |
| Num          | Coureuse                   | Pos          |
| 171          | Kim de Baat (BEL)          | AB           |
| 172          | Valeriya Kononenko (UKR)   | 52e          |
| 173          | Olha Kulynych (UKR)        | 78e          |
| 174          | Alice Sharpe (IRL) (route) | 80e          |
| 175          | Sara Van de Vel (BEL)      | AB           |
| 176          | Kirstie van Haaften (NED)  | AB           |

| Doltcini-Van Eyck-Proximus DVE | Doltcini-Van Eyck-Proximus DVE      | Doltcini-Van Eyck-Proximus DVE |
| ------------------------------ | ----------------------------------- | ------------------------------ |
| Num                            | Coureuse                            | Pos                            |
| 181                            | Minke Bakker (NED)                  | 87e                            |
| 182                            | Victoire Berteau (FRA)              | AB                             |
| 183                            | Christina Schweinberger (AUT)       | 88e                            |
| 184                            | Kathrin Schweinberger (AUT) (route) | 92e                            |
| 185                            | Nicole Steigenga (NED)              | 51e                            |
| 186                            | Marieke de Groot (NED)              | 77e                            |

| Hitec Products-Birk Sport HPU | Hitec Products-Birk Sport HPU | Hitec Products-Birk Sport HPU |
| ----------------------------- | ----------------------------- | ----------------------------- |
| Num                           | Coureuse                      | Pos                           |
| 191                           | Silje Mathisen (NOR)          | AB                            |
| 192                           | Vita Heine (NOR)              | 49e                           |
| 193                           | Mieke Kröger (GER)            | 72e                           |
| 195                           | Greta Richioud (FRA)          | AB                            |
| 196                           | Lucy van der Haar (GBR)       | AB                            |

| Multum Accountants MUL | Multum Accountants MUL  | Multum Accountants MUL |
| ---------------------- | ----------------------- | ---------------------- |
| Num                    | Coureuse                | Pos                    |
| 201                    | Anna Badegruber (AUT)   | AB                     |
| 202                    | Lara Defour (BEL)       | AB                     |
| 203                    | Fien Delbaere (BEL)     | AB                     |
| 204                    | Hanna Johansson (SWE)   | 102e                   |
| 205                    | Céline van Houtum (NED) | 76e                    |
| 206                    | Kylie Waterreus (NED)   | 75e                    |

| NXTG Racing NXG | NXTG Racing NXG            | NXTG Racing NXG |
| --------------- | -------------------------- | --------------- |
| Num             | Coureuse                   | Pos             |
| 211             | Rozemarijn Ammerlaan (NED) | AB              |
| 212             | Julia Borgström (SWE)      | 40e             |
| 213             | Cathalijne Hoolwerf (NED)  | AB              |
| 215             | Charlotte Kool (NED)       | 85e             |
| 216             | Emily Wadsworth (GBR)      | AB              |

| Tibco-Silicon Valley Bank TIB | Tibco-Silicon Valley Bank TIB | Tibco-Silicon Valley Bank TIB |
| ----------------------------- | ----------------------------- | ----------------------------- |
| Num                           | Coureuse                      | Pos                           |
| 221                           | Leah Dixon (GBR)              | 82e                           |
| 222                           | Nina Kessler (NED)            | AB                            |
| 223                           | Sharlotte Lucas (NZL) (route) | 57e                           |
| 224                           | Shannon Malseed (AUS)         | AB                            |
| 225                           | Emily Newsom (USA)            | 93e                           |
| 226                           | Lauren Stephens (USA)         | 6e                            |

| Rally Cycling RLW | Rally Cycling RLW      | Rally Cycling RLW |
| ----------------- | ---------------------- | ----------------- |
| Num               | Coureuse               | Pos               |
| 231               | Chloe Hosking (AUS)    | 50e               |
| 232               | Heidi Franz (USA)      | 89e               |
| 233               | Leigh Ann Ganzar (USA) | AB                |
| 234               | Sara Poidevin (CAN)    | AB                |
| 235               | Emma White (USA)       | AB                |
| 236               | Lily Williams (USA)    | 38e               |

| Ceratizit-WNT Pro Cycling WNT | Ceratizit-WNT Pro Cycling WNT   | Ceratizit-WNT Pro Cycling WNT |
| ----------------------------- | ------------------------------- | ----------------------------- |
| Num                           | Coureuse                        | Pos                           |
| 1                             | Kathrin Hammes (GER)            | 46e                           |
| 2                             | Lisa Brennauer (GER) (route)    | 3e                            |
| 3                             | Maria Giulia Confalonieri (ITA) | 18e                           |
| 4                             | Julie Norman Leth (DEN)         | 37e                           |
| 5                             | Sarah Rijkes (AUT)              | 91e                           |
| 6                             | Lara Vieceli (ITA)              | 90e                           |

| Canyon-SRAM Racing CSR | Canyon-SRAM Racing CSR     | Canyon-SRAM Racing CSR |
| ---------------------- | -------------------------- | ---------------------- |
| Num                    | Coureuse                   | Pos                    |
| 21                     | Alena Amialiusik (BLR)     | 33e                    |
| 22                     | Alice Barnes (GBR) (route) | 63e                    |
| 23                     | Hannah Barnes (GBR)        | 16e                    |
| 24                     | Tiffany Cromwell (AUS)     | 29e                    |
| 25                     | Lisa Klein (GER)           | AB                     |
| 26                     | Alexis Magner (USA)        | 53e                    |

| CCC-Liv CCC | CCC-Liv CCC                | CCC-Liv CCC |
| ----------- | -------------------------- | ----------- |
| Num         | Coureuse                   | Pos         |
| 31          | Valerie Demey (BEL)        | 28e         |
| 32          | Jeanne Korevaar (NED)      | 20e         |
| 33          | Evy Kuijpers (NED)         | 61e         |
| 35          | Riejanne Markus (NED)      | 22e         |
| 36          | Pauliena Rooijakkers (NED) | 34e         |

| FDJ-Nouvelle Aquitaine-Futuroscope FDJ | FDJ-Nouvelle Aquitaine-Futuroscope FDJ | FDJ-Nouvelle Aquitaine-Futuroscope FDJ |
| -------------------------------------- | -------------------------------------- | -------------------------------------- |
| Num                                    | Coureuse                               | Pos                                    |
| 41                                     | Stine Borgli (NOR)                     | 23e                                    |
| 42                                     | Clara Copponi (FRA)                    | 83e                                    |
| 43                                     | Eugénie Duval (FRA)                    | 60e                                    |
| 44                                     | Emilia Fahlin (SWE)                    | 43e                                    |
| 45                                     | Maëlle Grossetête (FRA)                | 58e                                    |
| 46                                     | Lauren Kitchen (AUS)                   | 94e                                    |

| Mitchelton-Scott MTS | Mitchelton-Scott MTS  | Mitchelton-Scott MTS |
| -------------------- | --------------------- | -------------------- |
| Num                  | Coureuse              | Pos                  |
| 51                   | Jessica Allen (AUS)   | 104e                 |
| 52                   | Grace Brown (AUS)     | 21e                  |
| 53                   | Gracie Elvin (AUS)    | 65e                  |
| 54                   | Jessica Roberts (GBR) | 105e                 |
| 55                   | Sarah Roy (AUS)       | 4e                   |
| 56                   | Janneke Ensing (NED)  | 101e                 |

| Movistar Team MOV | Movistar Team MOV       | Movistar Team MOV |
| ----------------- | ----------------------- | ----------------- |
| Num               | Coureuse                | Pos               |
| 61                | Aude Biannic (FRA)      | 24e               |
| 62                | Jelena Erić (SRB)       | 19e               |
| 63                | Alicia González (ESP)   | 96e               |
| 64                | Barbara Guarischi (ITA) | 95e               |
| 65                | Gloria Rodríguez (ESP)  | 47e               |
| 66                | Alba Teruel (ESP)       | 97e               |

| Sunweb SUN | Sunweb SUN             | Sunweb SUN |
| ---------- | ---------------------- | ---------- |
| Num        | Coureuse               | Pos        |
| 71         | Coryn Rivera (USA)     | 67e        |
| 72         | Alison Jackson (CAN)   | 32e        |
| 73         | Floortje Mackaij (NED) | 31e        |
| 74         | Franziska Koch (GER)   | 71e        |
| 75         | Liane Lippert (GER)    | 62e        |
| 76         | Lorena Wiebes (NED)    | 11e        |

| Trek-Segafredo TFS | Trek-Segafredo TFS                | Trek-Segafredo TFS |
| ------------------ | --------------------------------- | ------------------ |
| Num                | Coureuse                          | Pos                |
| 81                 | Lizzie Deignan (GBR)              | 8e                 |
| 82                 | Audrey Cordon-Ragot (FRA) (route) | 98e                |
| 83                 | Elisa Longo Borghini (ITA)        | 10e                |
| 84                 | Ellen van Dijk (NED)              | 26e                |
| 85                 | Ruth Edwards (USA) (route)        | AB                 |
| 86                 | Trixi Worrack (GER)               | 99e                |

| Boels Dolmans DLT | Boels Dolmans DLT               | Boels Dolmans DLT |
| ----------------- | ------------------------------- | ----------------- |
| Num               | Coureuse                        | Pos               |
| 91                | Jolien D'Hoore (BEL)            | 1re               |
| 92                | Eva Buurman (NED)               | 68e               |
| 93                | Amalie Dideriksen (DEN)         | 44e               |
| 94                | Christine Majerus (LUX) (route) | 12e               |
| 95                | Amy Pieters (NED)               | 9e                |
| 96                | Lonneke Uneken (NED)            | 42e               |

| Cogeas-Mettler-Look Pro Cycling Team CGS | Cogeas-Mettler-Look Pro Cycling Team CGS | Cogeas-Mettler-Look Pro Cycling Team CGS |
| ---------------------------------------- | ---------------------------------------- | ---------------------------------------- |
| Num                                      | Coureuse                                 | Pos                                      |
| 101                                      | Marie-Soleil Blais (CAN)                 | 84e                                      |
| 102                                      | Annabel Fisher (GBR)                     | AB                                       |
| 103                                      | Aigul Gareeva (RUS)                      | 70e                                      |
| 104                                      | Diana Klimova (RUS) (route)              | 35e                                      |
| 105                                      | Iuliia Galimullina (RUS)                 | AB                                       |
| 106                                      | Noemi Rüegg (SUI)                        | 103e                                     |

| Paule Ka EPK | Paule Ka EPK                  | Paule Ka EPK |
| ------------ | ----------------------------- | ------------ |
| Num          | Coureuse                      | Pos          |
| 111          | Elise Chabbey (SUI)           | 27e          |
| 112          | Mikayla Harvey (NZL)          | 56e          |
| 113          | Emma Norsgaard (DEN) (route)  | 14e          |
| 114          | Niamh Fisher-Black (NZL)      | 64e          |
| 115          | Marlen Reusser (SUI) (route)  | 30e          |
| 116          | Maria Vittoria Sperotto (ITA) | 106e         |

| Lotto Soudal Ladies LSL | Lotto Soudal Ladies LSL     | Lotto Soudal Ladies LSL |
| ----------------------- | --------------------------- | ----------------------- |
| Num                     | Coureuse                    | Pos                     |
| 121                     | Lotte Kopecky (BEL) (route) | 2e                      |
| 122                     | Danique Braam (NED)         | AB                      |
| 123                     | Danielle Christmas (GBR)    | 55e                     |
| 124                     | Arianna Fidanza (ITA)       | 59e                     |
| 125                     | Abby-Mae Parkinson (GBR)    | 48e                     |
| 126                     | Jesse Vandenbulcke (BEL)    | 36e                     |

| Parkhotel Valkenburg PHV | Parkhotel Valkenburg PHV | Parkhotel Valkenburg PHV |
| ------------------------ | ------------------------ | ------------------------ |
| Num                      | Coureuse                 | Pos                      |
| 131                      | Ann-Sophie Duyck (BEL)   | 81e                      |
| 132                      | Marit Raaijmakers (NED)  | 69e                      |
| 133                      | Anouska Koster (NED)     | 54e                      |
| 134                      | Karlijn Swinkels (NED)   | 17e                      |
| 135                      | Esther van Veen (NED)    | 86e                      |
| 136                      | Demi Vollering (NED)     | 7e                       |

| Valcar-Travel & Service VAL | Valcar-Travel & Service VAL | Valcar-Travel & Service VAL |
| --------------------------- | --------------------------- | --------------------------- |
| Num                         | Coureuse                    | Pos                         |
| 141                         | Elisa Balsamo (ITA)         | AB                          |
| 142                         | Marta Cavalli (ITA)         | 5e                          |
| 143                         | Vittoria Guazzini (ITA)     | 13e                         |
| 144                         | Silvia Persico (ITA)        | 45e                         |
| 145                         | Silvia Pollicini (ITA)      | 25e                         |
| 146                         | Ilaria Sanguineti (ITA)     | 15e                         |

| Astana Women's Team ASA | Astana Women's Team ASA      | Astana Women's Team ASA |
| ----------------------- | ---------------------------- | ----------------------- |
| Num                     | Coureuse                     | Pos                     |
| 152                     | Liliana Moreno (COL)         | AB                      |
| 153                     | Francesca Pattaro (ITA)      | AB                      |
| 154                     | Katia Ragusa (ITA)           | 41e                     |
| 155                     | Olga Shekel (UKR)            | 73e                     |
| 156                     | Arlenis Sierra (CUB) (route) | 39e                     |

| Chevalmeire CCT | Chevalmeire CCT           | Chevalmeire CCT |
| --------------- | ------------------------- | --------------- |
| Num             | Coureuse                  | Pos             |
| 161             | Thalita de Jong (NED)     | AB              |
| 162             | Nathalie Bex (BEL)        | 79e             |
| 163             | Natalie van Gogh (NED)    | 66e             |
| 164             | Roxane Fournier (FRA)     | 100e            |
| 166             | Kelly Van den Steen (BEL) | 74e             |

| Ciclotel CTL | Ciclotel CTL               | Ciclotel CTL |
| ------------ | -------------------------- | ------------ |
| Num          | Coureuse                   | Pos          |
| 171          | Kim de Baat (BEL)          | AB           |
| 172          | Valeriya Kononenko (UKR)   | 52e          |
| 173          | Olha Kulynych (UKR)        | 78e          |
| 174          | Alice Sharpe (IRL) (route) | 80e          |
| 175          | Sara Van de Vel (BEL)      | AB           |
| 176          | Kirstie van Haaften (NED)  | AB           |

| Doltcini-Van Eyck-Proximus DVE | Doltcini-Van Eyck-Proximus DVE      | Doltcini-Van Eyck-Proximus DVE |
| ------------------------------ | ----------------------------------- | ------------------------------ |
| Num                            | Coureuse                            | Pos                            |
| 181                            | Minke Bakker (NED)                  | 87e                            |
| 182                            | Victoire Berteau (FRA)              | AB                             |
| 183                            | Christina Schweinberger (AUT)       | 88e                            |
| 184                            | Kathrin Schweinberger (AUT) (route) | 92e                            |
| 185                            | Nicole Steigenga (NED)              | 51e                            |
| 186                            | Marieke de Groot (NED)              | 77e                            |

| Hitec Products-Birk Sport HPU | Hitec Products-Birk Sport HPU | Hitec Products-Birk Sport HPU |
| ----------------------------- | ----------------------------- | ----------------------------- |
| Num                           | Coureuse                      | Pos                           |
| 191                           | Silje Mathisen (NOR)          | AB                            |
| 192                           | Vita Heine (NOR)              | 49e                           |
| 193                           | Mieke Kröger (GER)            | 72e                           |
| 195                           | Greta Richioud (FRA)          | AB                            |
| 196                           | Lucy van der Haar (GBR)       | AB                            |

| Multum Accountants MUL | Multum Accountants MUL  | Multum Accountants MUL |
| ---------------------- | ----------------------- | ---------------------- |
| Num                    | Coureuse                | Pos                    |
| 201                    | Anna Badegruber (AUT)   | AB                     |
| 202                    | Lara Defour (BEL)       | AB                     |
| 203                    | Fien Delbaere (BEL)     | AB                     |
| 204                    | Hanna Johansson (SWE)   | 102e                   |
| 205                    | Céline van Houtum (NED) | 76e                    |
| 206                    | Kylie Waterreus (NED)   | 75e                    |

| NXTG Racing NXG | NXTG Racing NXG            | NXTG Racing NXG |
| --------------- | -------------------------- | --------------- |
| Num             | Coureuse                   | Pos             |
| 211             | Rozemarijn Ammerlaan (NED) | AB              |
| 212             | Julia Borgström (SWE)      | 40e             |
| 213             | Cathalijne Hoolwerf (NED)  | AB              |
| 215             | Charlotte Kool (NED)       | 85e             |
| 216             | Emily Wadsworth (GBR)      | AB              |

| Tibco-Silicon Valley Bank TIB | Tibco-Silicon Valley Bank TIB | Tibco-Silicon Valley Bank TIB |
| ----------------------------- | ----------------------------- | ----------------------------- |
| Num                           | Coureuse                      | Pos                           |
| 221                           | Leah Dixon (GBR)              | 82e                           |
| 222                           | Nina Kessler (NED)            | AB                            |
| 223                           | Sharlotte Lucas (NZL) (route) | 57e                           |
| 224                           | Shannon Malseed (AUS)         | AB                            |
| 225                           | Emily Newsom (USA)            | 93e                           |
| 226                           | Lauren Stephens (USA)         | 6e                            |

| Rally Cycling RLW | Rally Cycling RLW      | Rally Cycling RLW |
| ----------------- | ---------------------- | ----------------- |
| Num               | Coureuse               | Pos               |
| 231               | Chloe Hosking (AUS)    | 50e               |
| 232               | Heidi Franz (USA)      | 89e               |
| 233               | Leigh Ann Ganzar (USA) | AB                |
| 234               | Sara Poidevin (CAN)    | AB                |
| 235               | Emma White (USA)       | AB                |
| 236               | Lily Williams (USA)    | 38e               |